# Boarmia delatina
Boarmia delatina är en fjärilsart som beskrevs av Swinhoe 1900. Boarmia delatina ingår i släktet Boarmia och familjen mätare. Inga underarter finns listade i Catalogue of Life.